# Leskia ignifrons
Leskia ignifrons là một loài ruồi trong họ Tachinidae.